# Arado Ar 69
El Arado Ar 69 fue un proyecto cancelado de avión biplano biplaza de entrenamiento.

## Diseño y desarrollo
Solo fueron construidos tres prototipos. El Ar 69 V1 y el Ar 69 V2 estaban alimentados por un motor Hirth HM 504A de 78kW, mientras que el V3 lo hacía por un motor radial BMW Bramo Sh.14a. Con una alas construidas de madera, y un tubo soldado de acero como fuselage, los prototipos V1 y V2 representaban la versión Ar 69A, y el V3 habría sido la versión Ar 69B. No se llevó a cabo la producción de aeronaves de este modelo debido al éxito de su rival, el Focke-Wulf Fw 44 Stieglitz.

## Versiones
- Arado Ar 69a: se correspondería con los dos primeros prototipos, pesando 505 kg.
- Arado Ar 69b: la segunda versión, basada en el tercer prototipo y que alcanzaba los 184 km/h.

## Especificaciones
Características generales
- Tripulación: 2
- Longitud: 7,2 m
- Envergadura: 9 m
- Altura: 2,7 m
- Superficie alar: 20,7 m²
- Peso en vacío: 540 kg
- Peso máximo al despegue: 680 kg
- Planta motriz: 1 × motor en línea BMW Bramo Sh.14a de 7 cilindros y 112 kW (150 hp)

Rendimiento
- Velocidad máxima: 184 km/h
- Velocidad de crucero: 150 km/h
- Techo de vuelo: 5.600 m
- Régimen de ascenso: 72 km/h
- Tiempo de ascenso: 1.000 m en 3 min y 24 s

### Desarrollos relacionados
Arado Ar 65

### Listas relacionadas
- Anexo:Aeronaves militares de Alemania en la Segunda Guerra Mundial